# Whangara
Whangara is een klein plaatsje op het noordereiland van Nieuw-Zeeland. Het is bekend doordat de opnames voor de film Whale Rider (2002) hier plaatsvonden. Dit dorpje bestaat uit een tiental huisjes en een marae (een Maori-gemeenschapshuis).
Whangara ligt op een idyllisch plekje van de Oostkaap, in een kleine beschutte baai, aan het eind van een klein, doodlopend zijweggetje van de SH35, zo'n 20 km ten noordoosten van Gisborne. State Highway 35 loopt van Gisborne naar Opotiki langs de Oostkaap (East Cape) en is 340 km lang. Samen met State Highway 2, die rechtstreeks van Gisborne naar Opotiki loopt (deels door het dal van de Waioeka), en die 150 km lang is, biedt deze weg de enige toegang tot een gigantisch gebied, waar bijna uitsluitend Maori wonen. Het is een ruig en zeer ontoegankelijk gebied. Het is arm, er is weinig werk, maar er is veel overweldigende natuur.
De meeste bewoners van Whangara en soortgelijke kleine Maori-dorpjes aan de Oostkaap zijn  bejaard. Jongeren zijn weggetrokken, naar Gisborne, of nog verder. De bezoeker zal in Whangara geen warm onthaal vinden. Er is geen winkel, zelfs geen plaats waar iets te eten of drinken te krijgen is. Wel bordjes met "private road". De Ngati Konohi (een sub-stam van Ngati Porou) zijn niet gesteld op horden toeristen. Van dit plaatsje een toeristenoord maken zou betekenen het vernietigen. Maar tegelijkertijd zou het toerisme een van de (weinige) bronnen van inkomsten kunnen vormen voor dit gebied, en daarmee een uitweg kunnen bieden uit de spiraal van armoede. In iets grotere plaatsjes als Tolaga Bay en Te Araroa, verderop langs de East Cape, probeert men daarmee op bescheiden schaal een begin te maken.
Schrijfster Eleanor Black beschrijft de realiteit van de Whale Rider-idylle in haar artikel "Whale Rider country revisited" in de weekendbijlage van de krant de NZ Herald van 10 januari 2004. Ze besluit met te vertellen hoe zij, wegrijdend uit Whangara, stopt op de rand van de heuvel waar men omlaag kan kijken naar het dorpje. Ze ziet de "bescheiden houten huisjes, het prachtige houtsnijwerk van de marae, het walvisvormige eiland en het schone uitgestrekte strand. Het is zo mooi, en tegelijk zo triest: een herinnering aan een snel verdwijnende manier van leven."

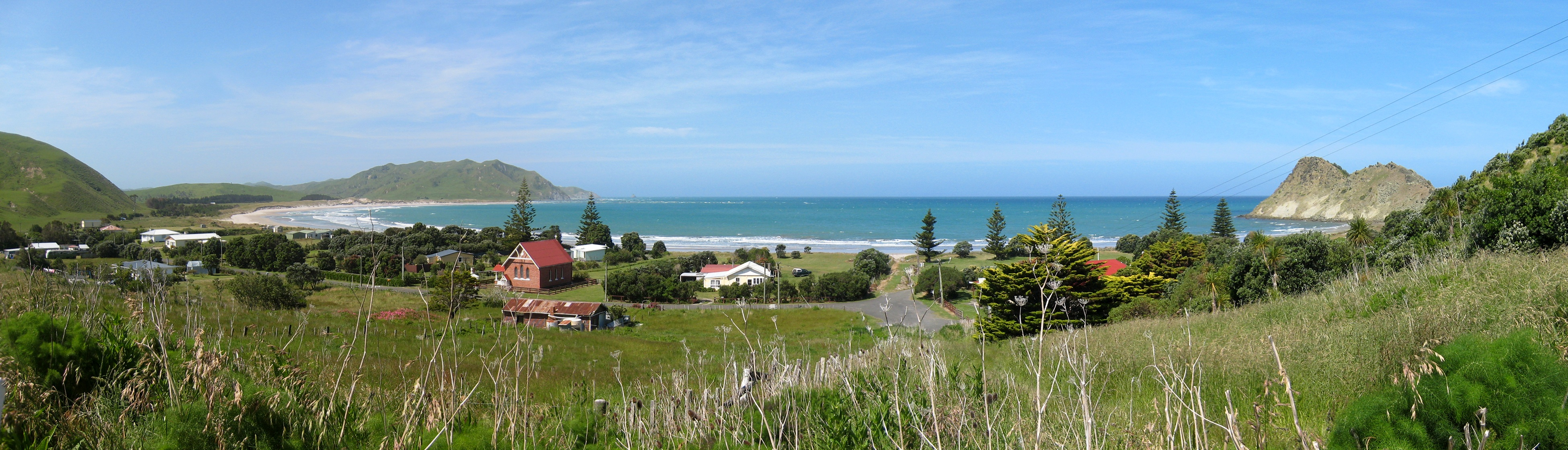
Whangara